# Ulicko

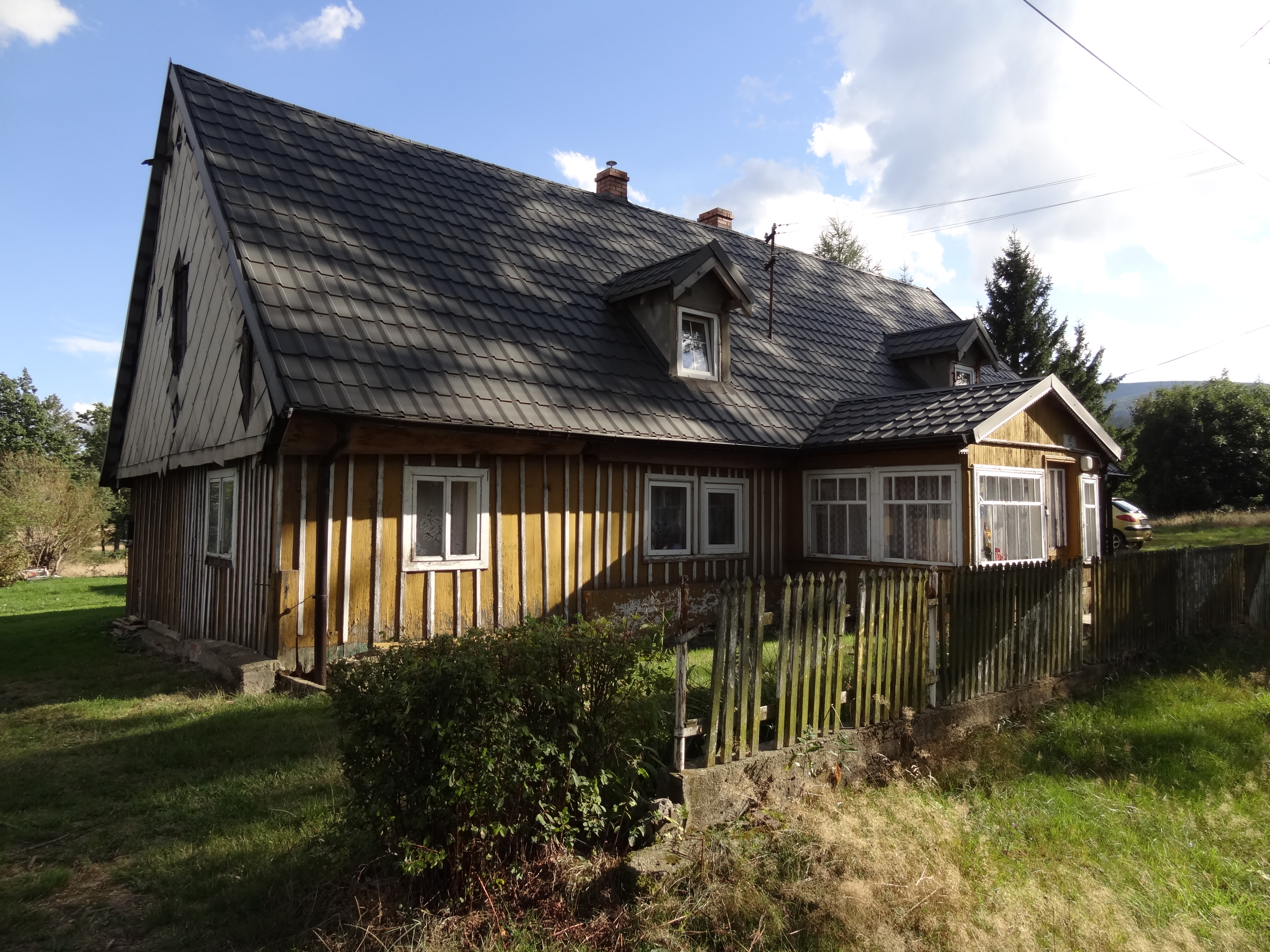
Lidová architektura v osadě Ulicko

Ulicko (do roku 1945 Strassberg, popř. Bergstrass) je osada na jihozápadě Polska v těsné blízkosti státních hranic s Českou republikou. Je součástí lázeňského sídla Czerniawa-Zdrój, spolu s nímž náleží k městu Świeradów-Zdrój v okrese Lubáň v Dolnoslezském vojvodství, historicky v Horní Lužice.

## Poloha
Ulicko leží v údolí potoka Łużyca na jihovýchodním úpatí hraničního Andělského vrchu (Schöbicht, 573 m n. m.), který je nejvyšším vrcholem Frýdlantské pahorkatiny, a masivu jizerskohorského Smrku (Tafelfichte, 1124 m n. m.), resp. jeho polského vrcholu Smrek a bočních vrcholů tohoto masivu, jimiž jsou např. Rapická hora či Czerniawska Kopa. Procházejí tudy polské silnice číslo 358 a 361, které přechází na hraničním přechodu do Česka.  Zde pokračují jako silnice II/291 směrem k Novému Městu pod Smrkem a Frýdlantu. Osadou prochází zeleně značená turistická stezka ze Świeradowa-Zdroje přes Czerniawu-Zdrój, Jizeský stoh a Smrek do Pobiedné, Świecia a Leśné. Nedaleko od zástavby osady, v lesích na Andělském vrchu, vedou cyklistické trasy Singltreku pod Smrkem.

## Historie

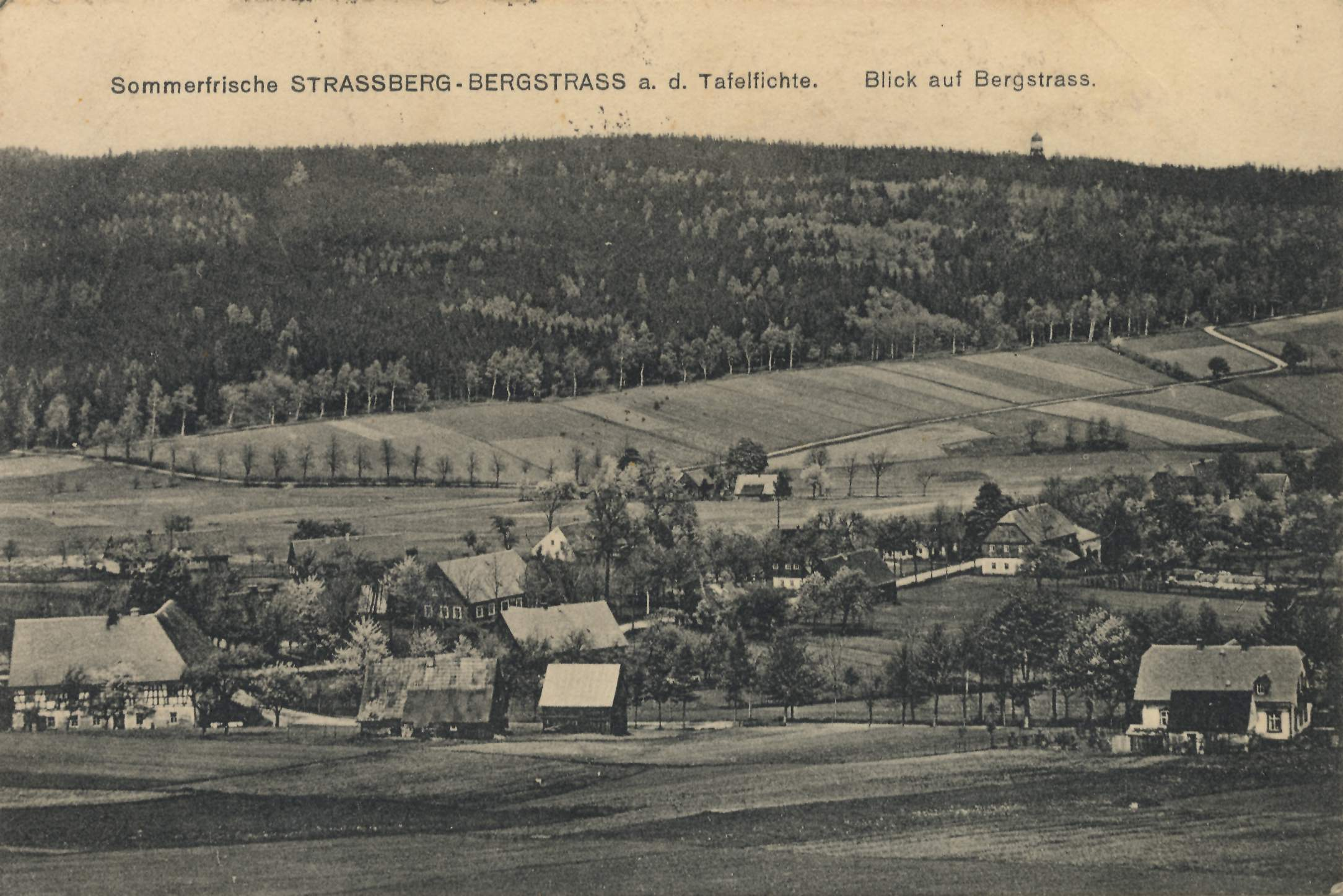
Straßberg an der Tafelfichte (1900)

Osada byla naplánována v roce 1669 na panství rodu Gersdorfů pro pobělohorské evangelické exulanty z Čech. Ti si zde vystavěli první domy o několik let později, v r. 1672. Jejich hlavním střediskem bylo přibližně v téže době založené městečko Pobiedna (Meffersdorf a Wigandsthal), které je dnes vesnicí bezprostředně sousedící s Ulickem, avšak patří již do území obce (gminy) Leśna. Na počátku 19. století patřila osada hraběti Victoru Amadeu Rothenburgovi. V r. 1825 čítala 22 domů.

## Pamětihodnosti a přírodní zajímavosti
- Pramen císaře Josefa (pol. Źródło Cesarza Józefa), před r. 1945 chráněný jako přírodní památka, jehož název upomíná na návštěvu rakouského císaře Josefa II., jenž se zde zastavil 23. srpna 1779. Údajně se tak stalo při návratu z prohlídky slezských a lužických území, které Rakousko ztratilo ve prospěch Pruska. (Již v roce 1766 Josef II. navštívil prosperující Herrnhut.) Dnes je pramen vyschlý a jeho areál zpustlý. Najdeme jej jižně od silnice od české hranice, naproti hotelu Malinovy Dwór (ul. Długa 10, 11).
- Řada dřevěných a polodřevěných lidových staveb, typických pro tuto část Jizerských hor
- Věž císaře Viléma (pol. Wieża Cesarza Wilhelma) – zřícenina rozhledny na úbočí Andělského vrchu severně od osady. V letech 1803-04 ji nechal vystavět hrabě Friedrich Wilhelm von Reden  a nazval ji dle tehdejší módy francouzsky – Mon Plaisir (tj. „mé potěšení“). Původně plnila úlohu astronomické observatoře pro hraběte Augusta Traugotta von Gersdorfa, jenž byl majitelem zdejšího panství. R. 1850 ji hrabě von Scherr-Thoss dal upravit na rozhlednu, k níž přiléhal oblíbený výletní hostinec. V r. 1885 ji opravil J. Robrecht a o rok později ji nazval jménem pruského krále a německého císaře Viléma. V současnosti je věž ruinou bez střechy, hostinec zanikl bez výraznějších stop. Územně patří již k osadě Gierałtówek, která je součástí výše zmíněné vsi Pobiedna.

## Fotogalerie

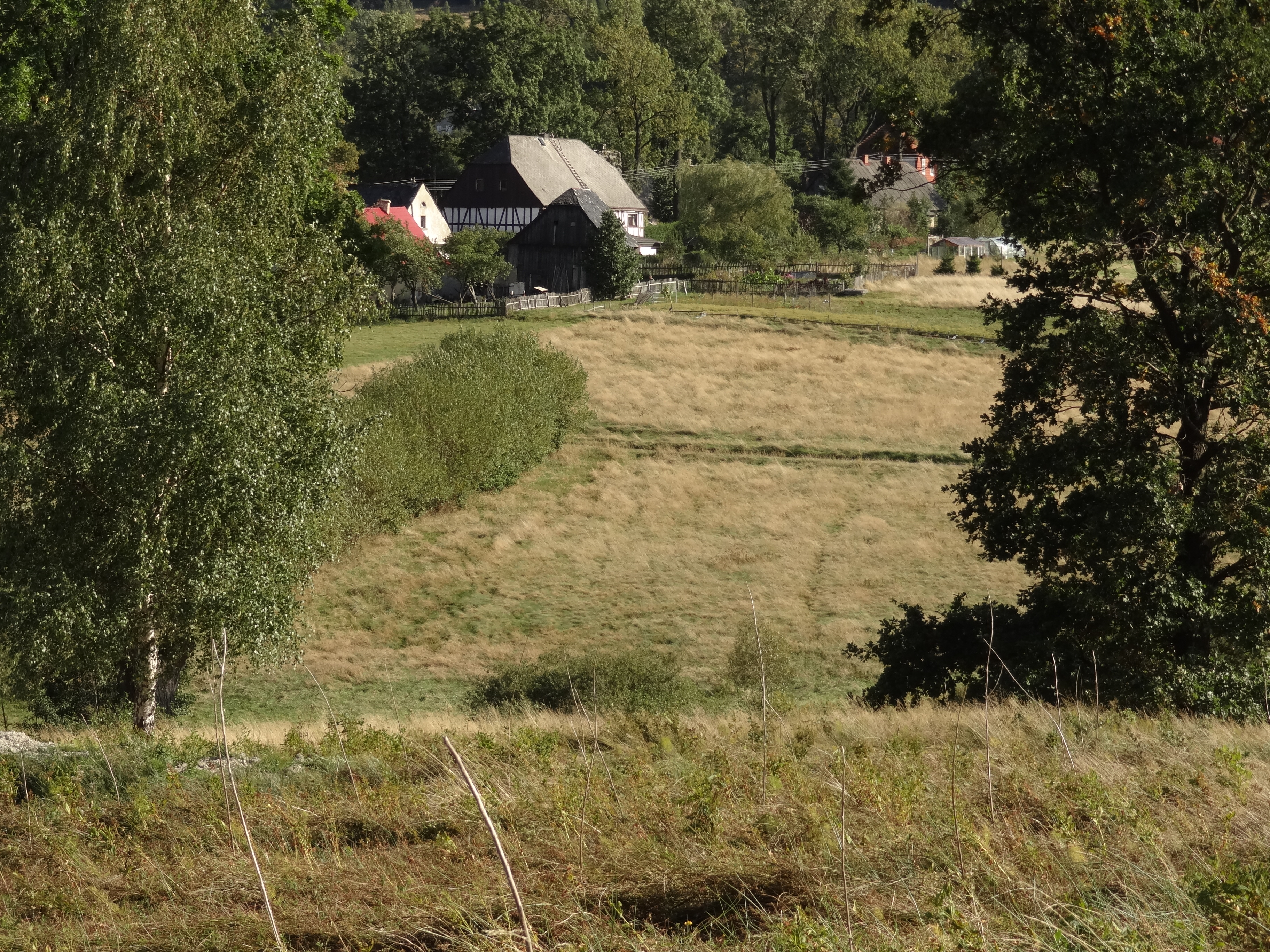
Pohled na část osady z jihovýchodního úpatí Andělského vrchu
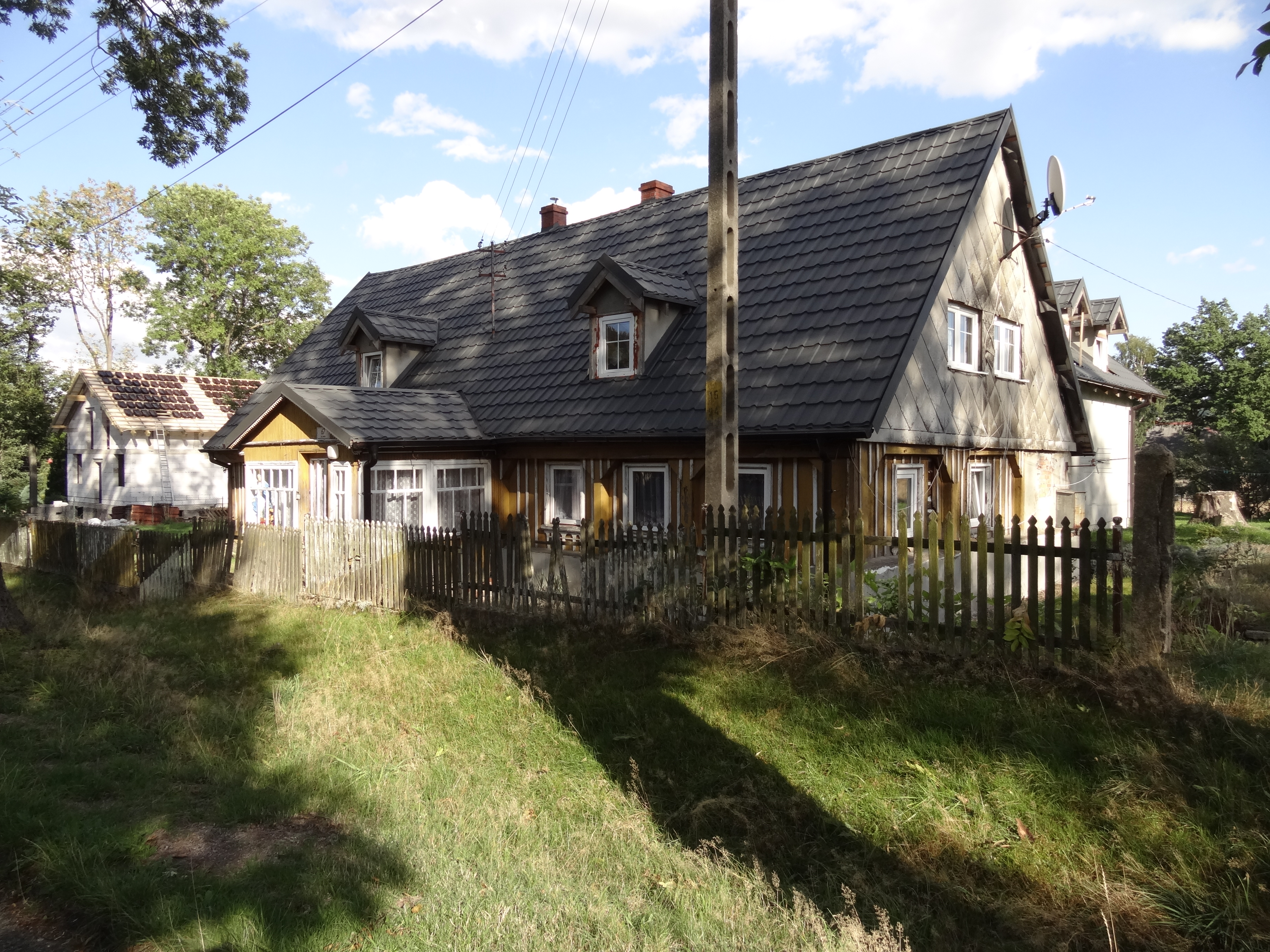
Dřevěná stavba lidové architektury v ul. Długa
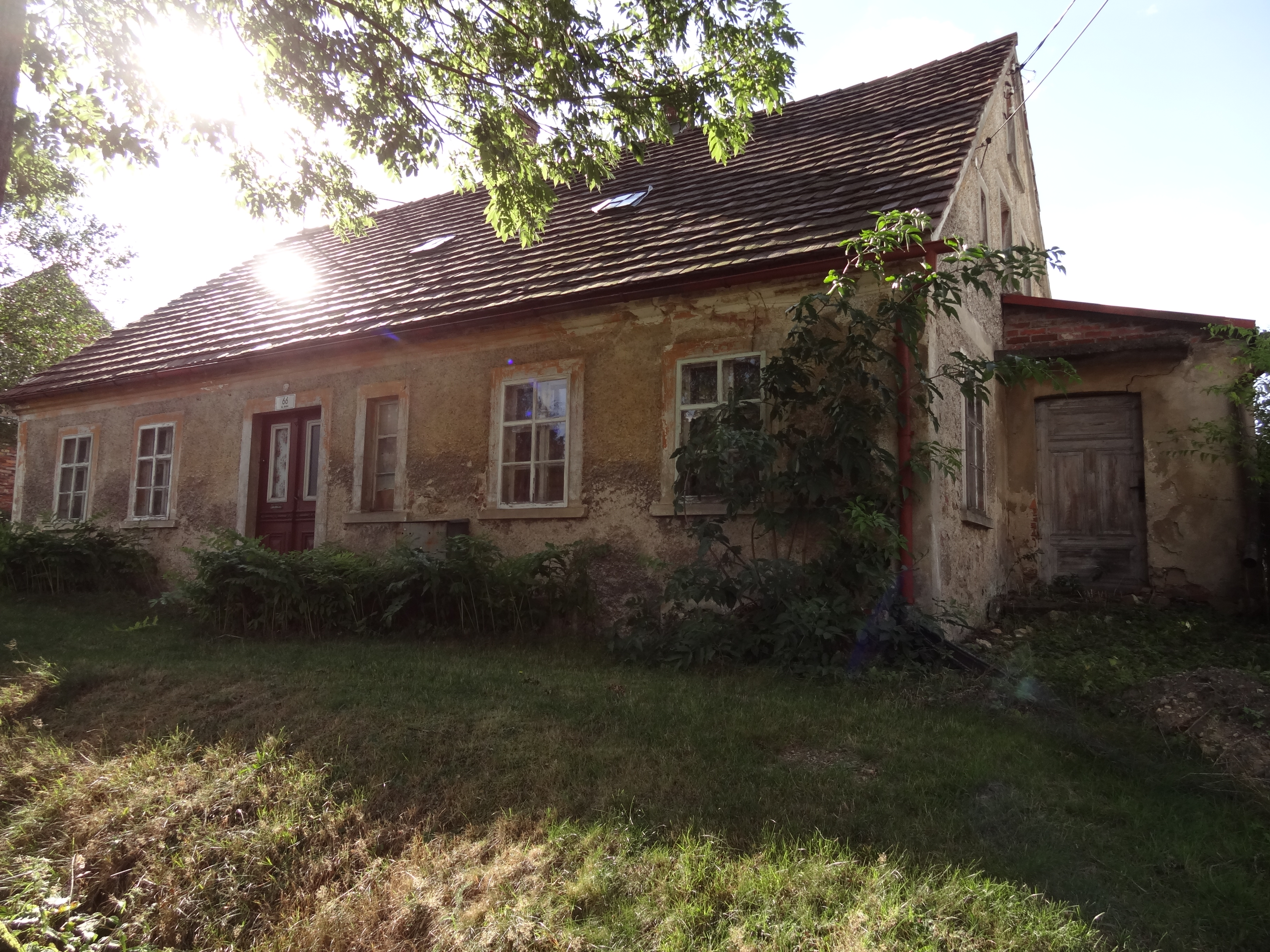
Zděná stavba lidové architektury v ul. Długa